# Liste der Bürgermeister von De Fryske Marren
Dies ist die Liste der Bürgermeister der Gemeinde De Fryske Marren in der niederländischen Provinz Friesland seit ihrer Gründung am 1. Januar 2014.
| Bürgermeister | Bürgermeister  | Partei | Partei    | Amtszeit  | Anmerkungen   |
| ------------- | -------------- | ------ | --------- | --------- | ------------- |
|               | Arie Aalberts  |        | CDA       | 2014–2015 | kommissarisch |
| Fred Veenstra | Fred Veenstra  |        | CDA       | 2015–2024 | [ 2 ]         |
|               | Klaas Agricola |        | parteilos | 2024–     | kommissarisch |